# (6039) Parménides
(6039) Parménides es un asteroide perteneciente al cinturón exterior de asteroides, región del sistema solar que se encuentra entre las órbitas de Marte y Júpiter, descubierto el 3 de septiembre de 1989 por Eric Walter Elst desde el Observatorio de la Alta Provenza, Saint-Michel-l'Observatoire, Francia.

## Designación y nombre
Designado provisionalmente como 1989 RS. Fue nombrado Parménides en homenaje a Parménides de Elea, nacido alrededor de 515 a. C. y fundador de "Eleaticism". De su extenso poema Sobre la naturaleza, una obra hexamétrica de la que solo se ha conservado una pequeña parte, uno aprende que consideraba la pluralidad de las cosas como la apariencia de una sola realidad eterna. Los filósofos griegos anteriores a él, como Tales y Anaxímenes, trataron de explicar el mundo físico por medio de hipótesis a veces muy notables. Parménides, probablemente influenciado por el escéptico Jenófanes, quería estar absolutamente seguro sobre la teoría que propuso. Por lo tanto, investigó la validez de las teorías, no mediante experimentos, sino mediante la solidez lógica de las leyes y los conceptos que se habían incorporado.

## Características orbitales
Parménides está situado a una distancia media del Sol de 3,418 ua, pudiendo alejarse hasta 3,604 ua y acercarse hasta 3,233 ua. Su excentricidad es 0,054 y la inclinación orbital 13,08 grados. Emplea 2308,96 días en completar una órbita alrededor del Sol.

## Características físicas
La magnitud absoluta de Parménides es 11,9. Tiene 22,03 km de diámetro y su albedo se estima en 0,076. 